# Pfarrkirche St. Jakob ob Gurk

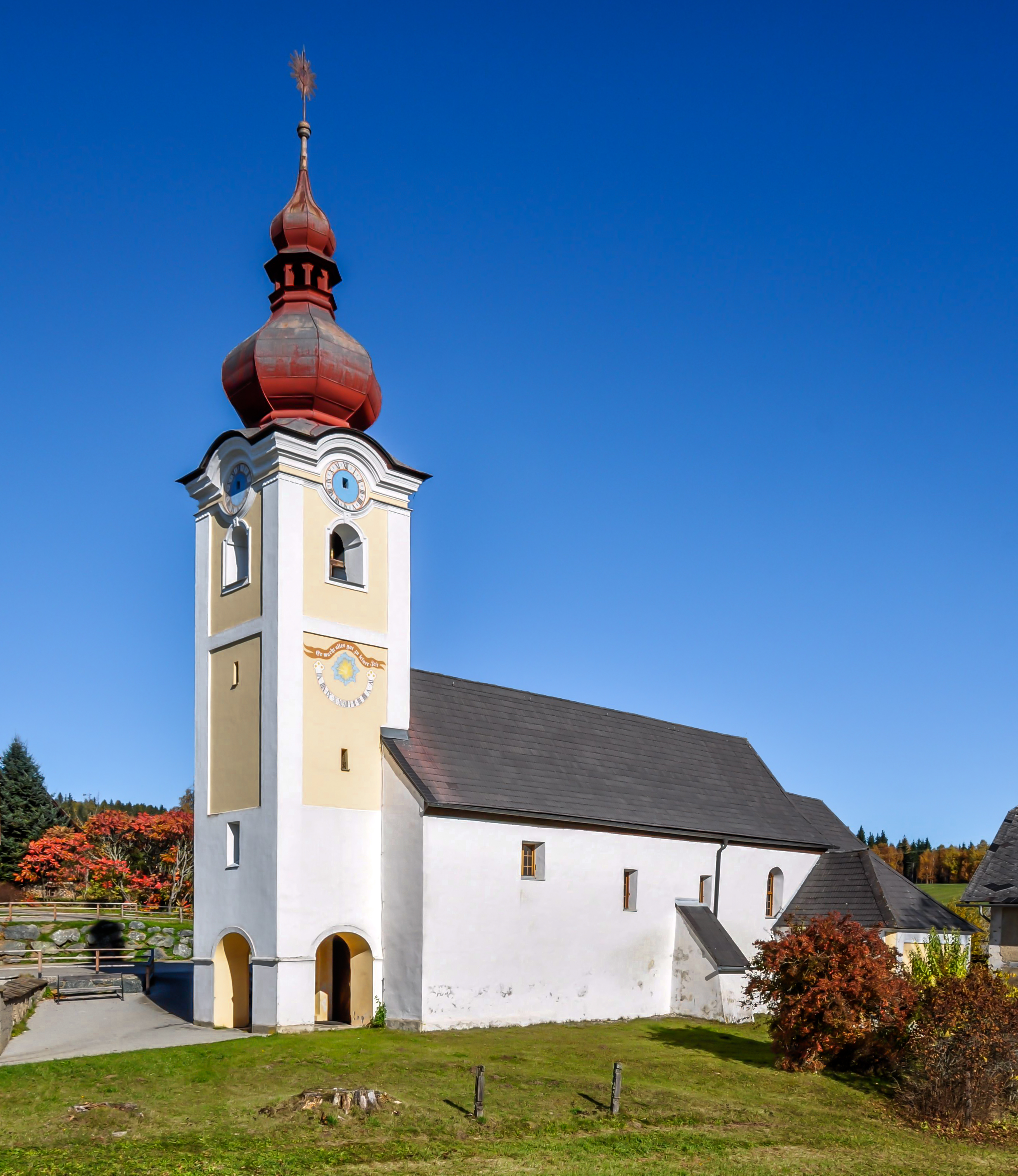

Die römisch-katholische Pfarrkirche St. Jakob ob Gurk steht in 1017 Meter Seehöhe im Weiler St. Jakob ob Gurk in der Gemeinde Straßburg. Die 1169 erstmals genannte Kirche war lange Zeit eine Filiale von Gurk und wurde erst 1787 zur Pfarrkirche erhoben.

## Geschichte & Baubeschreibung
Die Kirche ist ein im Kern romanischer Bau, der mehrmals umgebaut und erweitert wurde. Die Kirche wird 1169 erstmals als Capella sancti Jakobi in Monte erwähnt. Der Kirchplatz wird aber älter sein. Die Gegend um St. Jakob liegt im Bereich der Stiftung der Gräfin Hemma von Gurk für den 1072 errichteten Bischofssitz. Es ist anzunehmen, „dass in jedem großen Hofe für dessen Bewohner eine Kirche errichtet wurde“, die im Hofmittelpunkt stand. Um diese Zeit dürfte das Heidentum aus der Karantanenzeit auf dem Lande noch nicht gänzlich verschwunden sein. Die Existenz einer frühchristlichen Kirche aus der Zeit vor 500 ist unwahrscheinlich, da der Ort nicht unmittelbar an einer Römerstraße liegt. 1269 wird sie als eine dem Pilgerpatron Jakobus dem Älteren geweihte Kirche wieder genannt. In Kärnten sind rund ein Dutzend Orte nach diesem Schutzpatron benannt. Auch von 1500 existiert eine Erwähnung. Bis zur Erhebung als Kuratie (Quasipfarrei) 1787 war der Kirche eine Filialkirche von Gurk. Eine Innenrestaurierung gab es 1972/73.

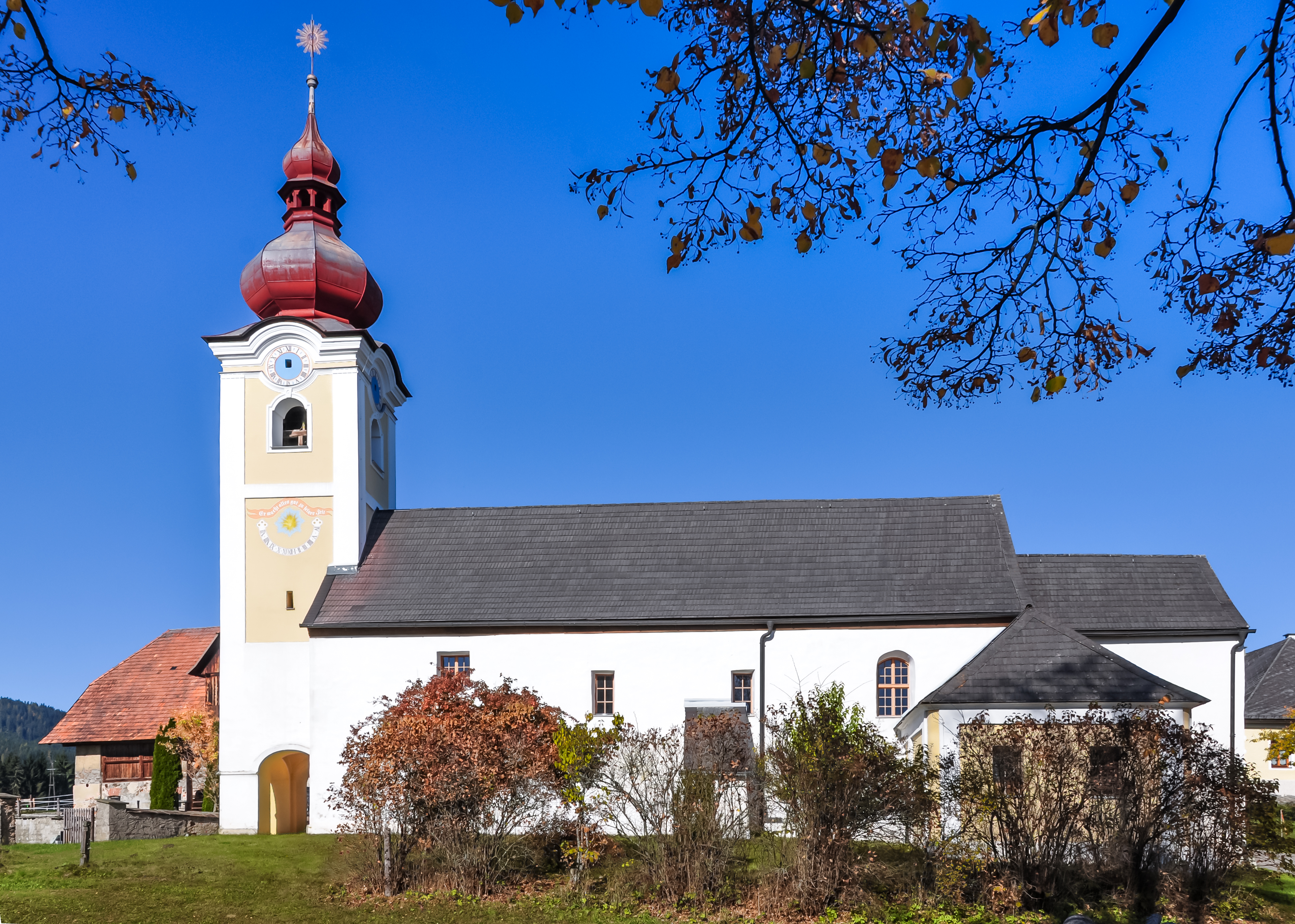
Südseite der Kirche

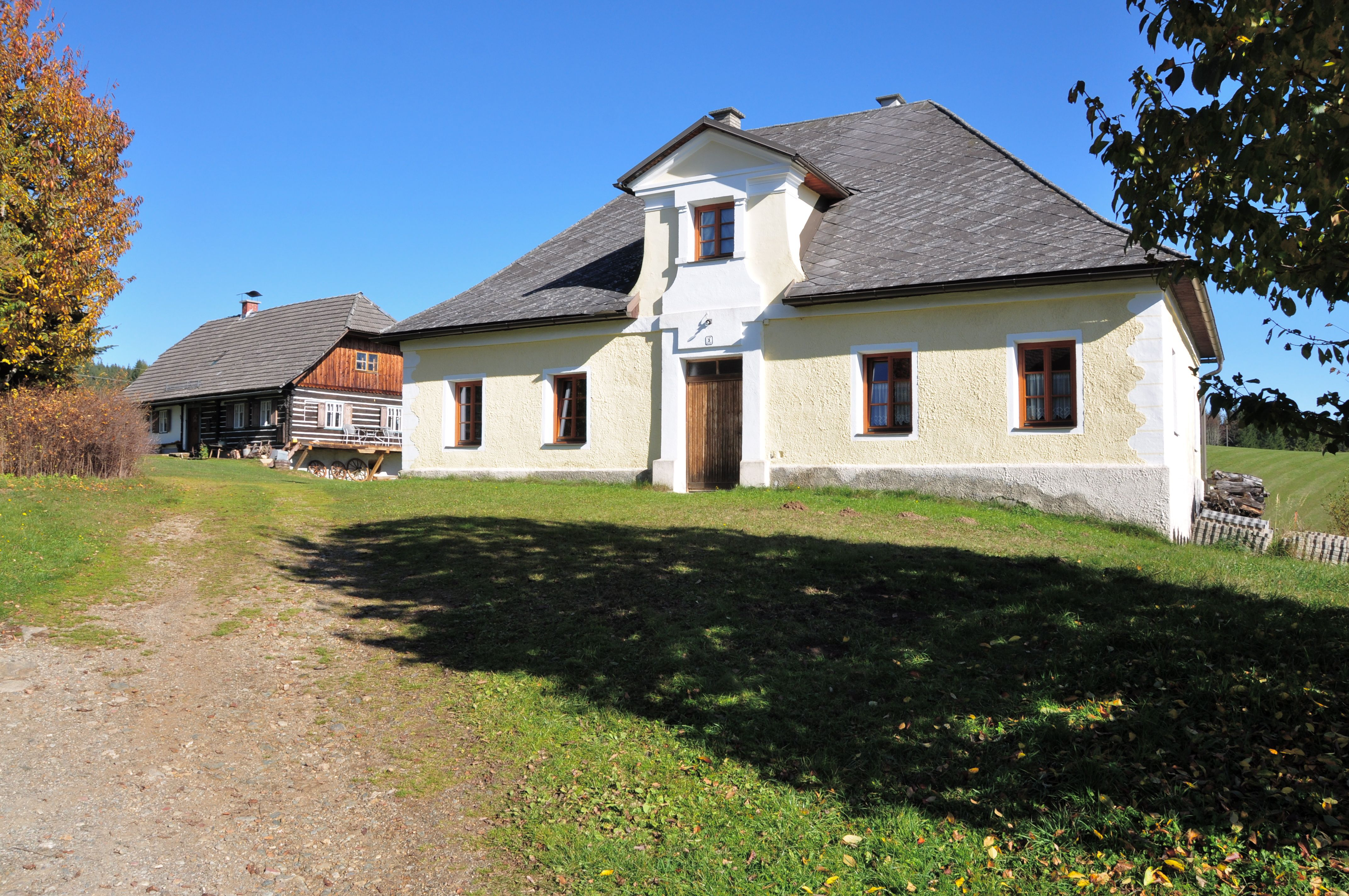
Früherer Pfarrhof

Das Langhaus und der eingezogene, quadratische Chor besitzen barocke Flachdecken. Der rundbogige Triumphbogen weist Kämpfergesimse auf. Im Jahre 1787 erfolgte die Erhebung zur Kuratie und im selben Jahr wurde das Langhaus nach Westen verlängert, die Sakristei an der Südseite angebaut und der spätbarocke Vorhallenturm errichtet. Dabei wurde das Kirchenschiff verlängert, wodurch „der Bau über Gebühr in die Länge gezogen wurde und seine Proportionen verlor.“ Bei diesem Umbau wurde die romanischen Rundfenster durch größere gerade Fenster ersetzt. 1789 wurde der neue  Friedhof geweiht und ein bescheidener Pfarrhof erbaut.  Der Zwiebelhelm wurde erst bei der Restaurierung 1970 wiederhergestellt. Davor hatte der Turm ein eher unansehnliches Pyramidendach mit weit vorkragendem Gesims. Das ursprüngliche Zwiebeldach war einem Brand zum Opfer gefallen.

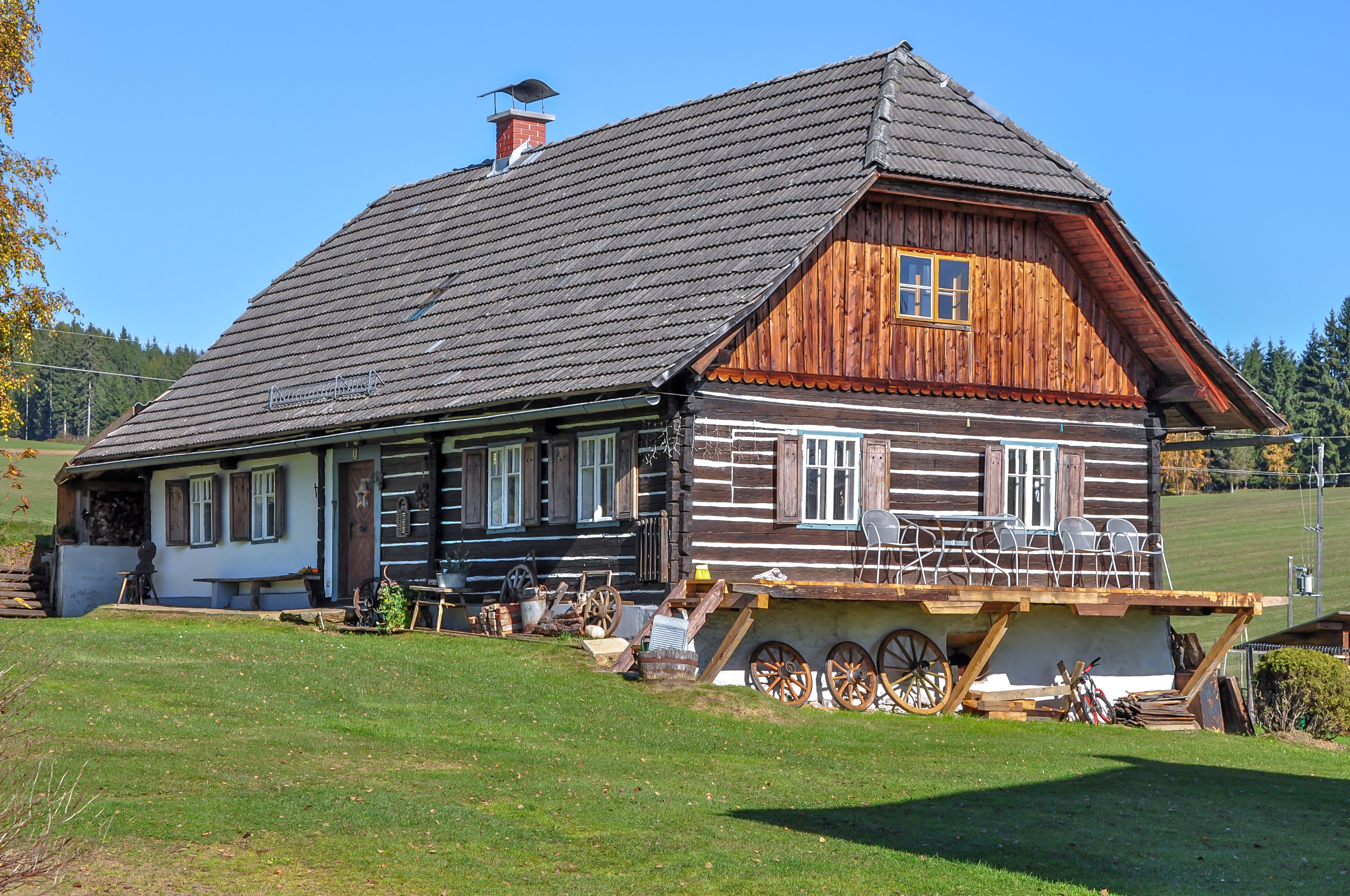
Früheres Meßnerhaus

Die Glocke, die vom Gurker Dompropst Karl von Grimming 1576 geweiht wurde, wird dem Völkermarkter Meister Benedikt Fiering (1560–1591) zugeschrieben, von dem noch weitere Glocken in Kärnten erhalten sind. Es ist sehr selten, dass Informationen über die Anschaffung von Glocken aus dieser Zeit erhalten geblieben sind. 1938 war die Glocke noch im Turm und muss dann im Zuge der Kriegsmetallsammlung des Zweiten Weltkriegs abgenommen worden sein.
Auf der Liste der denkmalgeschützten Gebäude des Bundesdenkmalamts Österreich sind die Katholische Pfarrkirche hl. Jakob und Friedhof (Sankt Jakob 3) sowie der Pfarrhof (Sankt Jakob 6) angeführt.

## Einrichtung

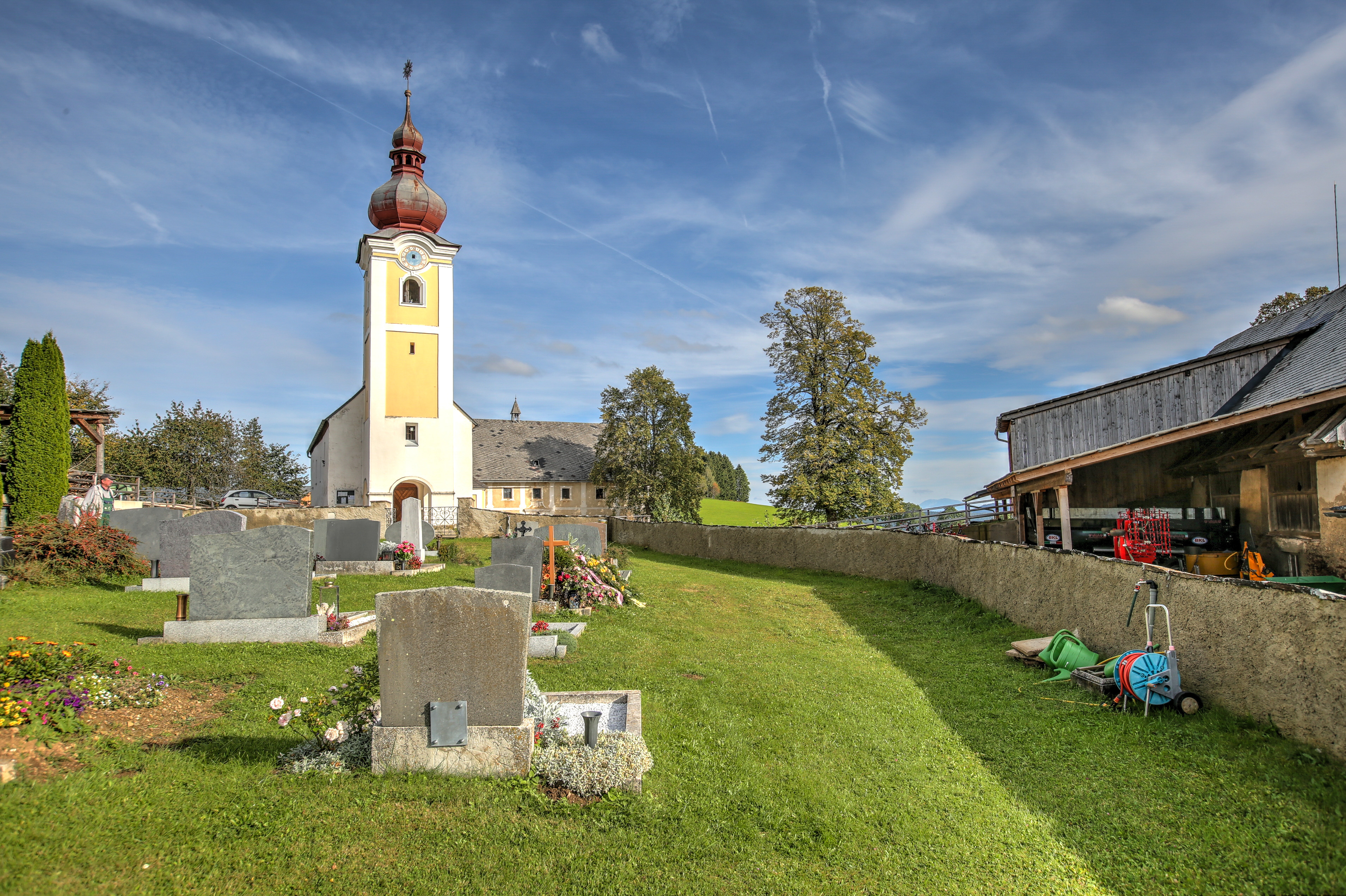
Friedhof, Blick zum Jakober

Der künstlerisch unbedeutende Hochaltar vom Ende des 18. Jahrhunderts zeigt am Altarblatt aus dem 19. Jahrhundert Jakobus den Älteren. Zwei dazugehörige Bilder über den Opfergangsportalen zeigen die Krönung Mariä und die Herabkunft des Heiligen Geistes. In der Aufsatznische Petrus und Johannes Evangelista. Über den Seitenbildern befinden sich Statuen des Heiligen Florian und Wolfgang und neben den Säulen des Hauptbildes gibt Herz-Jesu- und Marienstatuen. Außen an den Wänden gibt es Statuen des heiligen Antonius Eremita und Antonius von Padua. Die Brüstung der barocken Kanzel aus dem späten 17. Jahrhundert findet heute als Volksaltar Verwendung. Über diesem nördlichen Seitenaltar mit einem von Engeln flankierten Tabernakel aus dem 19. Jahrhundert hängt ein bemerkenswertes Relief mit der Darstellung der Krönung Mariens. Die Kanzel, jetzt als Ambo verwendet ist schlicht und zeigt Evangelistenbilder. In St. Jakob gab es einen spätgotischen Altarflügel, der um 1991 im damaligen Diözesanmuseum Klagenfurt war. In der Sakristei blieb eine Panzerung aus der Zeit der Türkenkriege erhalten. Dort standen eine spätbarocke Statuette des heiligen Josef, eine Statue der Gottesmutter mit Kind auf Mondsichel stehend (um 1729) und Statuen heiliger Pilger (um 1700). Eine zur Kirche gehörende, spätgotische Schnitzfigur des heiligen Leonhard um 1440 entstanden, ist wie die anderen alten Kunstgegenstände in guter Verwahrung.

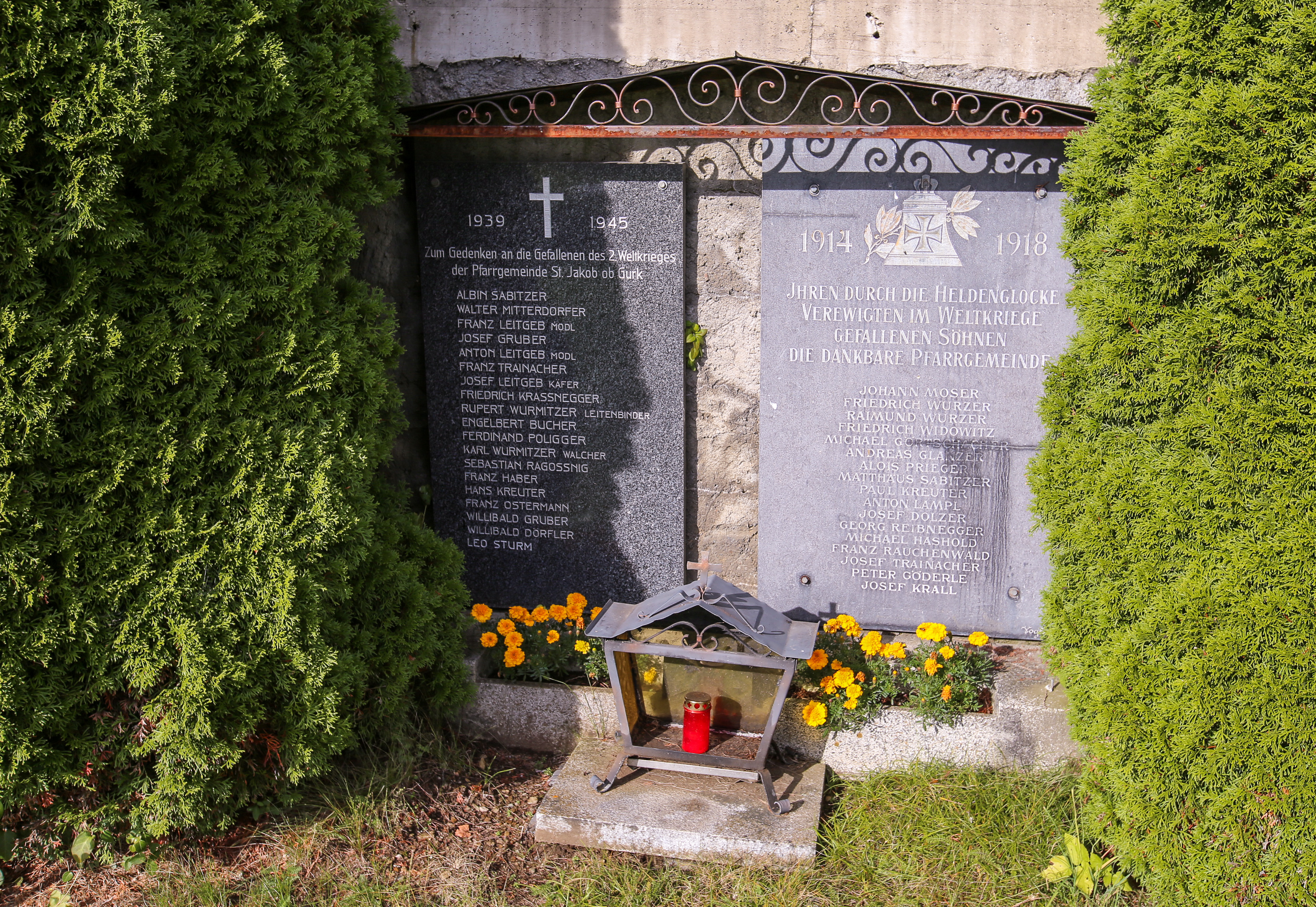
Kriegerdenkmal

Die heutige Orgel wurde im Jahre 1890 von Franz Grafenauer aus Egg gebaut. Auch schon in der Zeit davor gab es in St. Jakob eine Orgel mit vier Registern. Auf einem im Spieltisch aufgefundenen Zettel heißt es: Auf Veranlassung des hochwürdigsten Herrn P. Valentin Nemec u. Dr. der Theologie Dechant von Gurk wurde dieses Orgelwerk unter Mitwirkung der Hochw. Herrn Kapläne Ludwig Pirker u. Stefan Ogertschnig u. des eifrigen Pfarrkindes Herr Thomas Krall vlg. Soldernig in Schneßnitz erbaut. Als besonderer Wohltäter ist Herr Gregor Erlacher [zu nennen]. Bei den Metallsammlungen im Ersten Weltkrieg mussten die ursprünglichen Prospektpfeifen aus Zinn 1917 abgegeben werden. Die Elektrifizierung des Gebläse dürfte erst nach 1986 erfolgt sein. Manual: Gedackt 8’, Flöte 8’, Salicional 8’, Oktav 4’, Oktav 2’ Pedal: angehängt.

## Friedhof
Auf der westlichen Seite der Kirche befindet sich der Friedhof. Rechts vom Eingang an der Friedhofsmauer befindet sich das Kriegerdenkmal, bestehend aus zwei überdachten Natursteinplatten mit den Namen der Gefallenen beider Weltkriege. Gefallene kamen auch aus den Weilern Schneßnitz, Gassarest, Mitterdorf, Pölling und St. Peter.

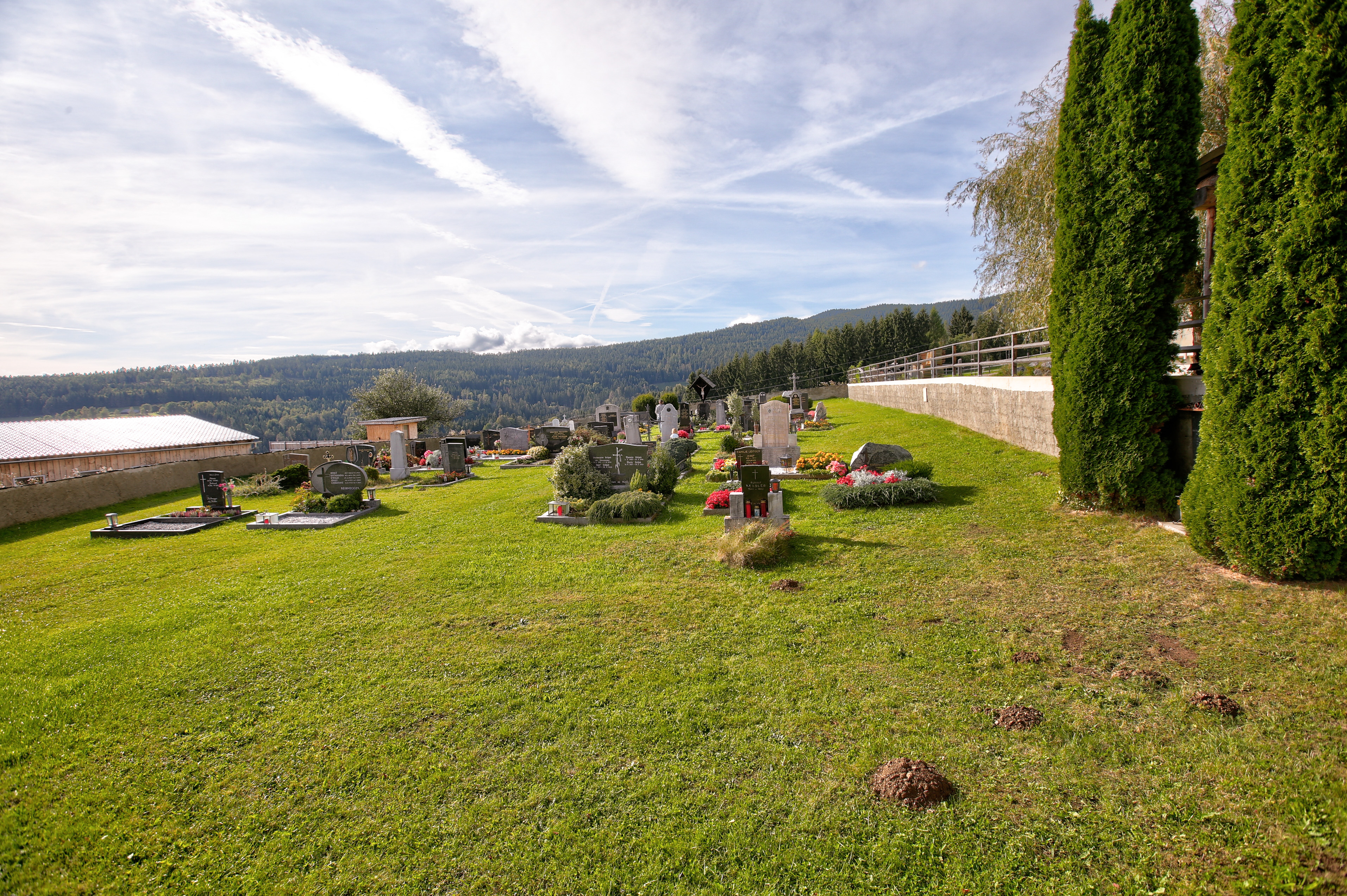
Friedhof

Das nach Südosten ausgerichtete Friedhofskreuz von St. Jakob ist der Ort am Friedhof, wo vor der Gräbersegnung zu Allerheiligen und an den Quatembersonntagen gebetet wird. Das Kreuz wurde vermutlich zeitgleich mit der Errichtung des Friedhofes 1789 aufgestellt. 1902 ließ der Bauer Valentin Mitterdorfer ein neues Kreuz errichten, dessen Christus von Südtirolern Holzschnitzern aus Gröden kam. Es wurde am 25. Mai 1902 von Pfarrprovisor Pater Leopold Grünwald eingeweiht. 1975 wurde das Kreuz wieder restauriert und an die westliche Friedhofsmauer versetzt. 1993 stürzte das Friedhofskreuz infolge eines Unwetters um und wurde daraufhin wieder instand gesetzt.

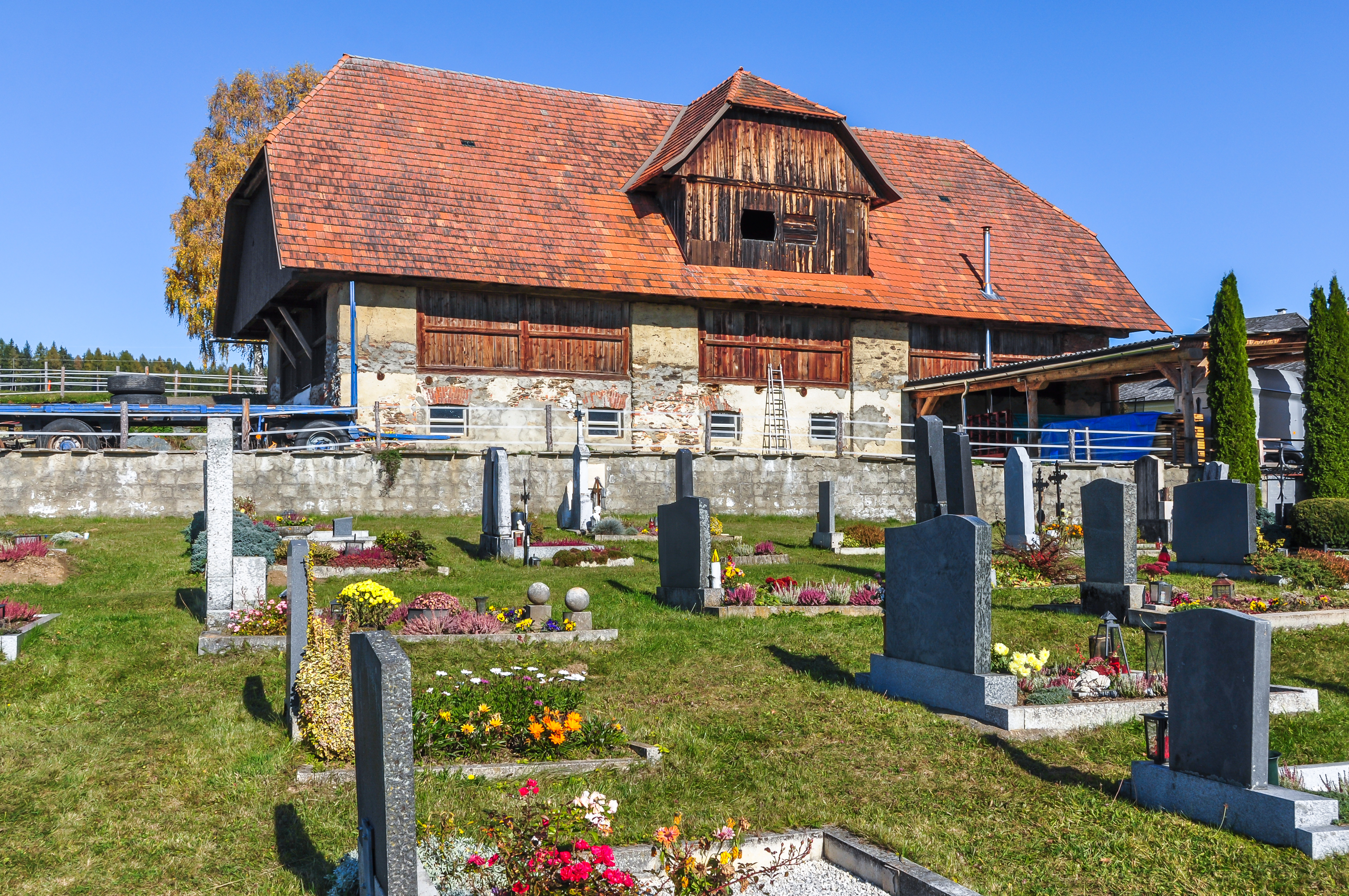
Friedhof und oberer Jakober-Stadl

In der Friedhofsmauer befindet sich eine lateinische Inschrift vom Grab des (Neu-)Erbauers des Jakober-Hofes: Hier liegt Mathaeus Mitterdorfer, der beste aller Väter, der seine Söhne in den Tugenden der Religion wie auch der Muse unterwies, der beste Ehegatte, ein Vater der Armen, Wohltäter der hiesigen Kirche und Erbauer des Hauses nächst ihr. Gestorben im Alter von 41 Jahren am 24. Mai 1805.

## Namentlich bekannte Priester

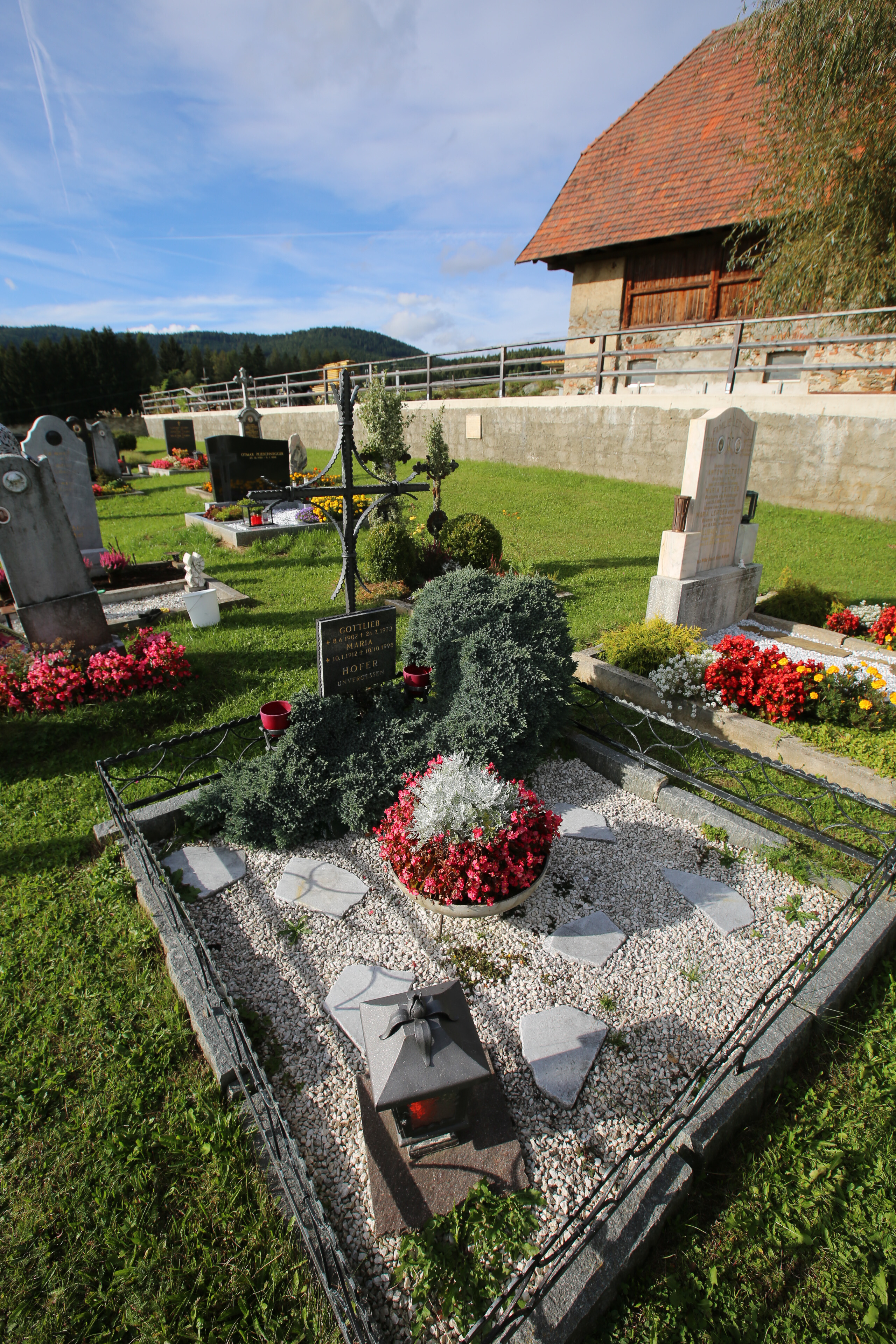
Grab am Friedhof

Der erste Kurat ab 1787 war Jakob Egger. Da es noch keinen Pfarrhof gab, musste er in einem Bauernhaus wohnen. Um 1824 war in der Kurazie St. Jakob ob Gurk, die zum Dekanat Gurk gehört, der Provisor Anton Balthasar tätig. Sehr interessiert an biologischen und meteorologischen Phänomenen war Pfarrer Raimund Kaiser. Von 1854 bis 1862 beschrieb er detailliert das Klima in St. Jakob. Im Frühjahr 1857 berichtete er von einem massenhaften Auftreten von Schneeflöhen oder er meldete die Beobachtung eines Bücherskorpions auf einer Fliege. 1894 wurde Pater Karl Josef Strasser Kaplan in Gurk und gleichzeitig Pfarrprovisor von St. Jakob ob Gurk. 1947 ist Florentius Leicht als Pfarrer in St. Jakob genannt. Prälat Thomas Holmar, der 2003 verstarb und mit 98. Jahren als ältester Kärntner Priester galt, war in den 1940er Jahren in St. Jakob. Der Gurker Stiftspfarrer Gerhard Christoph Kalidz ist gegenwärtig Provisor in St. Jakob und Zweinitz.